# سورگ (زاکسونی)-آنهالت
سورگ (زاکسونی)-آنهالت (به آلمانی: Sorge) یک منطقهٔ مسکونی در آلمان است که در اوبرهارز آم بروکن واقع شده‌است. سورگ ۱۱۹ نفر جمعیت دارد.